# Bonte paardenstaart
Bonte paardenstaart (Equisetum variegatum) is een vaste plant die behoort tot de paardenstaartfamilie (Equisetaceae). De soort staat op de Nederlandse Rode lijst van planten als zeer zeldzaam en sterk afgenomen. De soort komt voor in Noord-Europa, Azië en Noord-Amerika. De plant heeft 2n = 216 chromosomen.
De plant wordt 10–40 cm hoog en heeft een kale wortelstok. De in de winter groen blijvende, 2–3 cm dikke, gladde of iets ruwe stengels zijn opstijgend tot rechtopstaand met iets opgeblazen stengelscheden. De in kransen staande bladeren bestaan uit kleine schubben, waarbij de bladscheden grotendeels met elkaar vergroeid zijn tot een stengelschede. De bladeren zijn aan de basis groen en aan de top zwart. De tanden zijn zeer breed witvliezig gerand met een zwart middendeel. Onder de tanden zit een donkerbruine tot zwarte band. De stengel heeft 6-10 ribben. Bij de onderste knopen zitten enkele lange zijtakken, maar soms ontbreken ze. Ze zijn ook 2–3 cm dik en even lang als de hoofdstengel. Het middenkanaal is nauw of vrijwel afwezig. De stengelscheden zijn enigszins opgeblazen. 

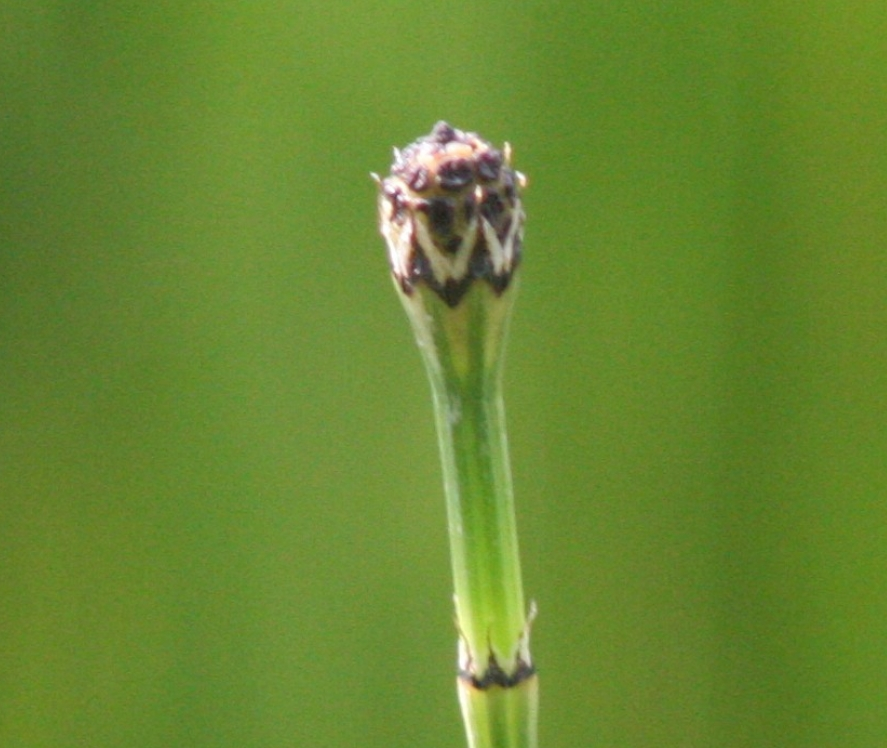
Stengeltop

Van juni tot in augustus verschijnen er sporenaren op de top van de hoofdstengel en soms ook aan enkele zijtakken, die in het begin bijna geheel omhuld zijn door de tanden van de bovenste afstaande schede. De eivormige aren zijn tot 10 mm lang met bovenaan een stekelpunt. Als de aren rijp zijn verdrogen ze en vallen daarna af. De aar bestaat uit sporangioforen. Aan de onderkant van de schildvormige sporangiofoor zitten vijftien tot twintig zakvormige sporangiën waarin de sporen zich bevinden.
Bonte paardenstaart komt voor op zonnige, open, kalkrijke, vrij voedselarme plaatsen, die vaak in de winter overstromen. De plant is echter vooral te vinden in duinvalleien en afgravingen.

## Namen in andere talen
De namen in andere talen kunnen vaak eenvoudig worden opgezocht met de interwiki-links.
- Duits: Bunter Schachtelhalm
- Engels: Variegated Horsetail, Variegated scouring-rush, Variegated scouringrush
- Frans: Prêle panachée